# Macaca munzala
Macaca munzala là một loài khỉ bản địa Arunachal Pradesh ở đông bắc Ấn Độ. Tên loài của nó xuất phát từ munzala ("khỉ của rừng sâu") như được gọi bởi bộ lạc Dirang Monpa.